# Тартролон
Тартролони — група борвмісних антибіотиків, виявлених в 1994 з культурального бульйону міксобактерії Sorangium cellulosum. Було ідентифіковано два варіанти тартролонів — А та Б. Тартролон Б містить атом бору, а тартролон А — ні.

## Відкриття
У дослідженні, опублікованому в 1994 році, продукуючий організм, штам Sorangium cellulosum So ce 678, був виділений групою німецьких вчених (Дітмар Шуммер, Герберт Ірщик, Ганс Райхенбах, Герхард Хефле) зі зразка ґрунту, зібраного поблизу Брауншвейгу. Синтез було досягнуто шляхом ферментації у присутності адсорбуючої смоли XAD-16.
Ці результати були підтверджені подальшим дослідженням, проведеним у 1995 році.
Щоб виділити більше тартролонів для дослідницьких цілей або потенційного застосування в медицині, штам культивували в біореакторі за певних умов.

## Лабораторний синтез
На синтез та регуляцію тартролонів впливає наявність або відсутність скляних колб під час культивування або додавання тетраборату натрію до живильного середовища. За відсутності впливу скла або добавок натрію тетраборату в основному проводиться тартролон А; інакше основним продуктом стає тартролон Б.

## Біологічні властивості
Було виявлено, що тартролони інгібують грам-позитивні бактерії аналогічно іншим спорідненим борвмісним антибіотикам, таким як бороміцин та аплазмоміцин, оскільки їхні ділянки зв'язування з бором ідентичні. Тартролони також виявляють токсичність стосовно культур клітин ссавців.

## Можливі застосування
Антимікробні властивості тартролонів вказують на те, що вони можуть бути досліджені як антибіотики для боротьби з бактеріальними інфекціями. Однак необхідні більш комплексні дослідження, щоб встановити їх ефективність, безпеку, механізм дії та інші потенційні сфери застосування в медицині; чи мають тартролони селективність щодо ферментів або втручаються в доставку енергії та цілісність мембран; і чи виконують тартролони будь-які біологічні функції, крім їх антибіотичної активності в природі.
Одним з потенційних застосувань тартролонів є вивчення таких видів, як Listeria monocytogenes. Listeria monocytogenes — це бактерія, яка може викликати інфекційне захворювання, відоме як лістеріоз. Він вважається патогеном харчового походження і становить значний ризик для здоров'я людини. Лістеріоз в першу чергу вражає людей з ослабленою імунною системою, вагітних жінок, новонароджених та людей похилого віку. Listeria monocytogenes, як бактерія, присутня в різних місцях проживання, де зустрічаються тартролони. Таким чином, важливо вивчити потенційне застосування тартролонів для придушення Listeria monocytogenes або інших споріднених патогенів. Антимікробні властивості, що проявляються тартролоном Б, та його індукція локусу timABR, що сприяє стійкості до тартролонів у Listeria monocytogenes, свідчать про їх потенційну антибактеріальну активність. Однак потрібні додаткові дослідження для визначення конкретної ефективності та механізмів, що беруть участь у боротьбі з Listeria monocytogenes за допомогою тартролонів. Вивчення тартролонів може пролити світло на те, як патогени, такі як лістерії, адаптуються до різноманітних середовищ існування та виживають у своїх екологічних нішах, попри наявність антимікробних сполук, вироблених іншими мікроорганізмами. Розуміння цих механізмів може допомогти у розробці стратегій контролю або профілактики інфекцій, спричинених лістеріями або спорідненими патогенами. Крім застосування в медицині, вивчення взаємодії між Listeria monocytogenes, тартролони може виявити ширшу екологічну динаміку між бактеріями в природних резервуарах, таких як ґрунт і морське середовище, де співіснують як патогенні, так і непатогенні види. Ці знання можуть сприяти розумінню мікробної екології та можуть допомогти у розробці заходів з управління популяціями бактерій у сільськогосподарських умовах або на підприємствах з виробництва харчових продуктів, де можливе зараження лістеріями.
Тартролони також представляють потенціал для застосування в сільському господарстві та харчовій промисловості. Наприклад, дослідження показують, що використання тартролонів може допомогти в боротьбі з патогенними бактеріями, такими як Salmonella і E. coli, які можуть викликати серйозні проблеми в області безпеки харчових продуктів. Тартролони можуть бути включені до складу антибактеріальних покриттів для поверхонь в харчових виробничих приміщеннях або використовуватися в процесі обробки харчових продуктів для запобігання їх забруднення патогенами.
Крім того, тартролони можуть знайти застосування в області навколишнього середовища і водоочищення. Дослідження показують, що ці сполуки мають потенціал для інактивації різних мікроорганізмів, включаючи бактерії та віруси, у водних системах. Таким чином, тартролони можуть бути використані для очищення води від патогенів і зниження ризику передачі інфекцій через воду.
В цілому, вивчення можливостей застосування тартролонів в різних областях може привести до розробки нових методів боротьби з патогенними бактеріями, поліпшення безпеки харчових продуктів, і зниження ризику передачі інфекцій в різних середовищах.